# یاکوب تسورتاولی
یاکُبْ تْسورْتاوِلی (به گرجی: იაკობ ცურტაველი) (به معنای تحت‌الفظی "یاکُب اهل تْسورتاوی") ملقب به خوتْسِسی (به گرجی: ხუცესი) (به معنای تحت‌الفظی "کشیش") یک کشیش، نویسندهٔ مذهبی و خوشنویس گرجی در سدهٔ ۵ میلادی، و پدیدآورندهٔ "شهادت شوشانیک"، قدیمی‌ترین اثر موجود ادبیات گرجی است.
تسورتاولی کشیش خصوصی ملکه شوشانیک، و شاهد شهادت او به دست همسرش وارسکن بوده‌است. تسورتاولی زندگی شوشانیک را در رمان قدیس نگارانهٔ «شهادت شوشانیک» تألیف کرده‌است که قدیمی‌ترین اثر موجود ادبیات گرجی بوده و از سال ۴۷۶ تا ۴۸۳ میلادی نوشته شده‌است.